# Sentència de Guadalupe

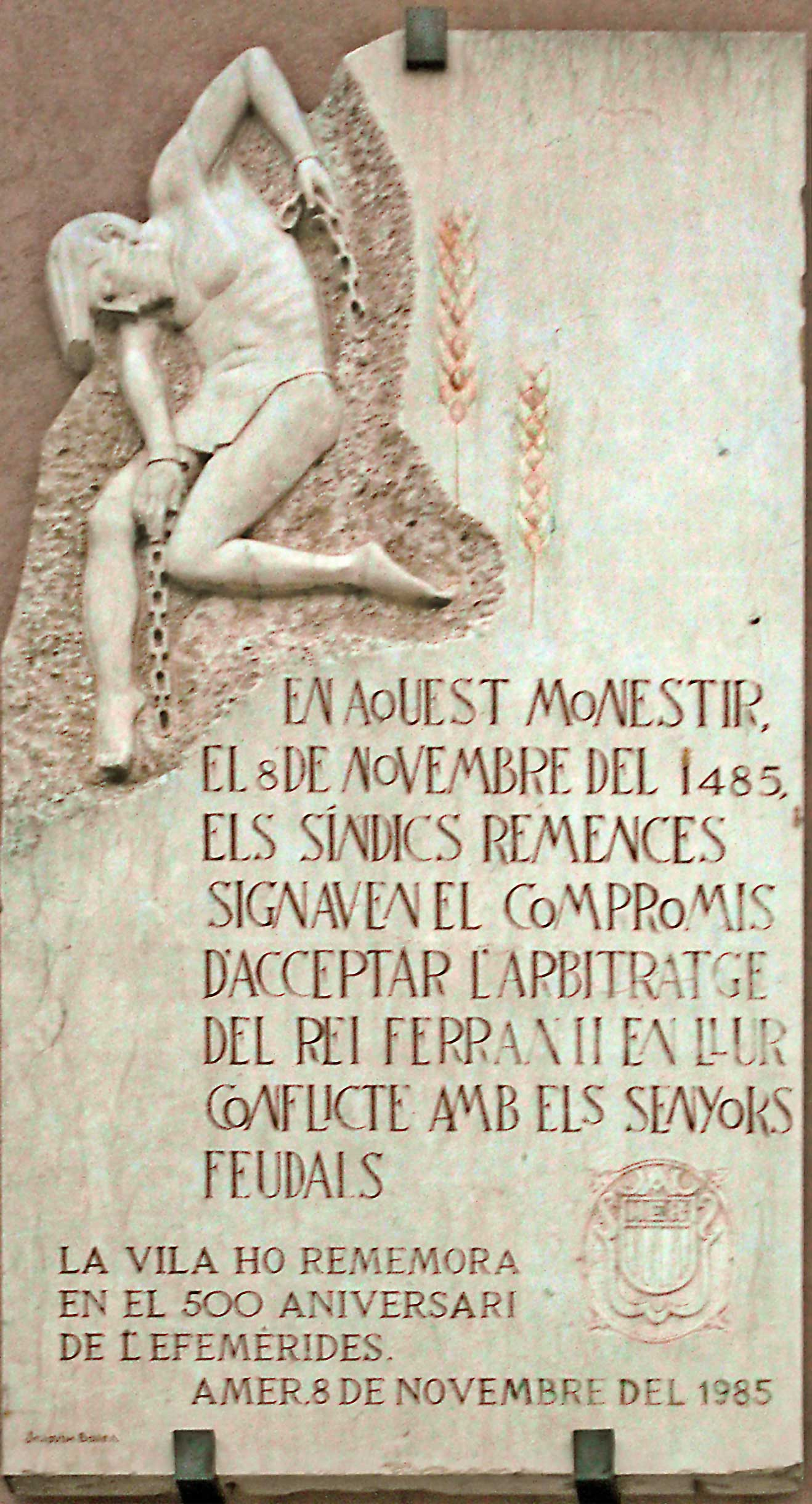
500 aniversari del compromís remença de l'arbitratge reial signat al monestir d'Amer

La Sentència de Guadalupe o Sentència Arbitral de Guadalupe és una disposició adoptada per Ferran II al Monestir de Santa Maria de Guadalupe (Extremadura) el 21 d'abril de 1486. El seu objectiu era donar solució als conflictes entre els pagesos de remença i els seus senyors, conflictes que havien motivat les dues guerres dels remences.
Les negociacions per la redacció de la Sentència foren molt dures i en alguns moments perillà que arribessin a bon terme. Sembla que el mateix monarca tingué una intervenció directa i molt eficaç, almenys en el terreny econòmic. Finalment, Ferran II va dictar la Sentència Arbitral de Guadalupe que possibilitava la fi dels mals usos a canvi d'un pagament (no tan sols en el mal ús remença), i resolia un conflicte entre senyors i pagesos que havia durat més de quatre segles.
A canvi d'un pagament de 60 sous per mas s'abolia el dret a maltractar i molts altres abusos senyorials menors. Els pagesos van conservar el domini útil del mas, però havien de fer homenatge al senyor i pagar drets emfitèutics i feudals, tot i que de quantitats irrisòries, més per a marcar de qui era qui tenia el domini directe que no pas per a benefici econòmic. Així doncs, l'abolició del sistema feudal pel qual lluitaven els pagesos, es va transformar tan sols en la possibilitat de redimir-se dels mals usos, les "consuetuds iniqües" tal com la gent d'aleshores ho anomenava.
Firmaren per la part remença el seu capità, Francesc de Verntallat, i 18 síndics, entre ells Llorenç Espígol de Sant Feliu de Pallerols.
Tot i així, la repressió també existí: s'obligà que tots els castells que els pagesos havien guanyat als senyors fossin retornats i s'exigí als pagesos que paguessin 6.000 lliures en concepte d'indemnització dels senyors. Si bé és cert que Ferran II redimí alguns detinguts, a d'altres els confiscà els béns o els esterilitzà la terra, o directament els feu executar.
La sentència suposà l'inici d'una nova etapa pel camp català: la de la lliure contractació emfitèutica, que havia de produir la prosperitat del camp de Catalunya. Els pagesos catalans varen posseir ja al segle xv, una llibertat personal que a la resta de la península Ibèrica i d'Europa, en molts casos, no aconseguirien fins al segle xviii i xix.

## Conseqüències i opinions

### A Catalunya
- La redempció dels remences és un dels fets més transcendentals de la Història de Catalunya, un dels que més han influït en la seva prosperitat posterior. Catalunya va ser l'únic país de la Península que tingué una classe rural amb arrelament a la gleva, una pagesia rica, lliure i culta.[4]

- En la lluita de tendències democràtiques i urbanes que feia segles pugnaven amb èxit per sobreposar-se al fons aristocràtic i feudal de la primitiva Catalunya, l'alliberament dels pagesos de remença és una de les darreres però de les més importants conquestes... Catalunya era, així, el primer país d'Europa, on el règim feudal havia imperat plenament, que trencava els lligams d'ignomínia en què es debatia una part de les seves classes rurals. (Ferran Soldevila, Història de Catalunya, Ed. 1 963 pag. 808.)

Després de molts anys d'absència al Principat de Catalunya, el rei Ferran, acompanyat de la seva esposa Isabel I de Castella, va entrar a la capital el 22 d'octubre del 1492. Passat mes i mig, el 7 de desembre, va ser víctima d'un intent d'assassinat per part del pagès Joan de Canyamars quan sortia del Palau Reial Major on havia mantingut una reunió amb els síndics camperols encarregats de l'aplicació de la Sentència de Guadalupe.

### A Aragó
- I el nervi de les nacions, allò que els dona vigor i fortalesa és llur classe rural, única sedentària, única fixa en el terrer, i per consegüent la que marca el rumb de les altres classes. Com que les ciutats vivien del camp, Barcelona de posició extraordinàriament bona amb relació a totes les comunicacions naturals del Príncipat, i a la costa, gaudí de tots aquests avantatges, ultra l'impuls que rebia de la seva classe rural... A Aragó i València la continuació del vassallatge amb caràcters més greus i l'expulsió dels moriscs produïren un efecte contrari al del triomf dels remences a Catalunya. (A. Giménez Soler, La edad media en la Corona de Aragón, pág. 303.).